# Ryokan (auberge)
Pour les articles homonymes, voir Ryokan.
 (septembre 2019).

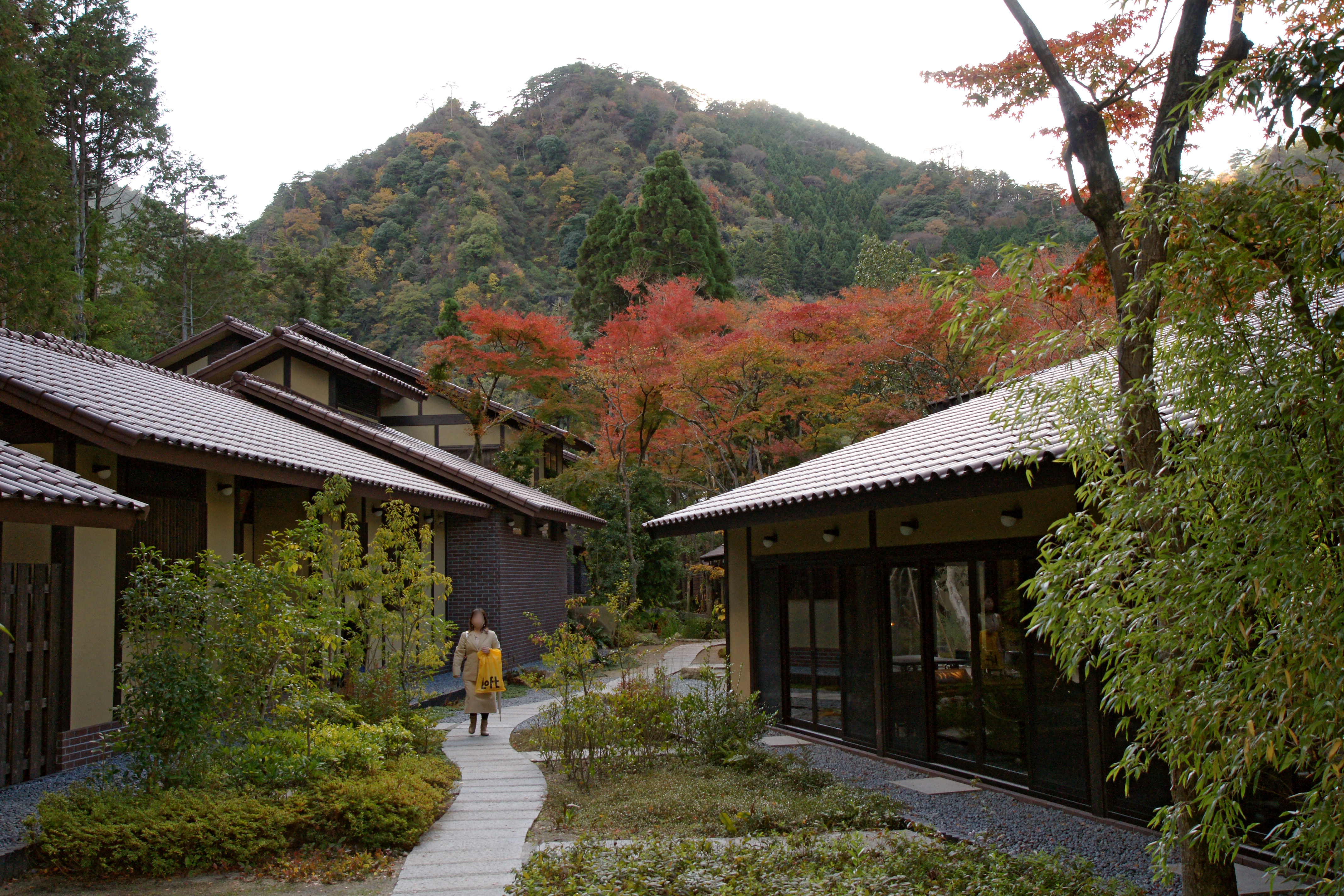
Ryokan (Arima onsen).

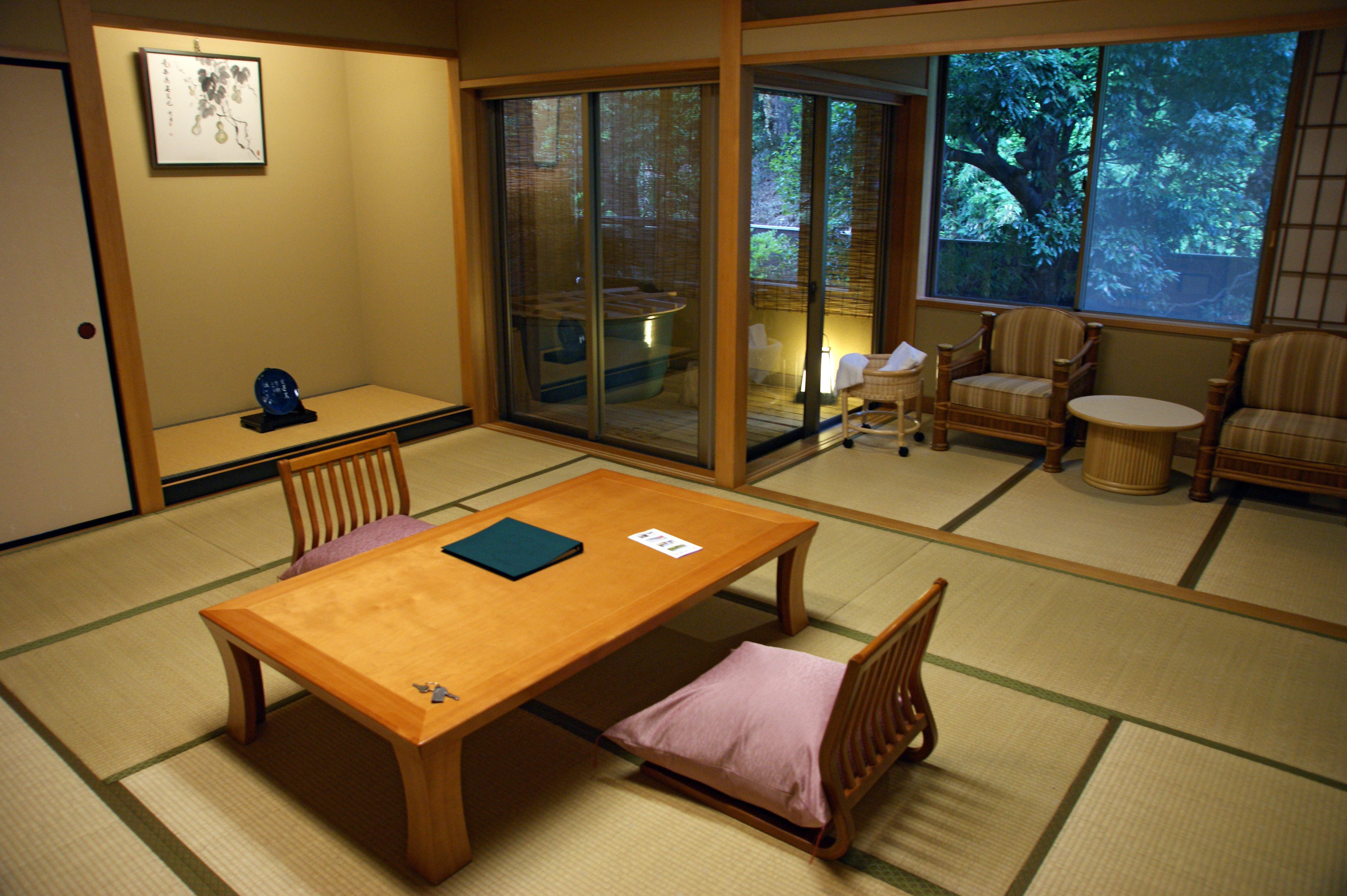
Une chambre du ryokan, à Tamatsukuri Onsen.

Les ryokan (旅館) sont des auberges traditionnelles et typiques du Japon. Il en existe environ 70 000 dont 1 800 sont des établissements membres de la Japan Ryokan Association. Il y a également environ 80 auberges membres du Japan Inn Group, spécialisées dans l’accueil des touristes venant de l’étranger.

## Description
Les ryokan sont souvent constitués de matériaux traditionnels: bois, bambou, papier de riz. D'autres utilisent des matériaux plus modernes tout en gardant l'esthétisme japonais.
Les chambres sont de style japonais (washitsu), munies de cloisons coulissantes (fusuma et shoji), d’une table basse (kotatsu) au milieu de la pièce et d'une alcôve décorative (tokonoma) affichant des rouleaux suspendus (kakemono) ou un arrangement floral (ikebana). Le sol est généralement recouvert de tatamis constitués de paille de riz, les clients dorment sur un futon déroulé avant la nuit par les femmes de chambre. Les ryokan sont également pourvus de bains chauds. L’eau provient parfois de sources thermales situées sous le ryokan : on parle alors d’onsen. Les bains sont communs, avec des plages de temps réservées aux femmes et d'autres aux hommes.
Dans les ryokan les plus coûteux, le soir, après le repas, les femmes de chambre passent pour retirer la table basse et installer des futons pour la nuit. Les futons peuvent aussi être disposés avant l’arrivée des clients.

## Règles à respecter
Pour séjourner dans un ryokan, il est préférable d’arriver en début ou milieu d’après-midi. Il est impératif d’attendre l’okamisan, la gérante des lieux qui conduira les hôtes à travers les lieux.
Il est de coutume d’enlever ses chaussures à l’entrée. Des chaussons sont à disposition des clients pour leurs déplacements à l’intérieur. Un vêtement d’intérieur, le yukata, kimono de coton à motifs bleus et blancs, est également mis à disposition.
Il est mal vu de se réveiller tard et de rester la journée dans sa chambre. Il est important lorsque l'on séjourne dans un ryokan de respecter l'harmonie et le bien-être des lieux. En effet, de nombreux Japonais viennent s'y reposer le temps d'un week-end dans le but de retrouver la sérénité après une semaine de travail. Un ryokan ferme généralement ses portes à 23 h, et la plupart des établissements respectent cet horaire. Quelques ryokan permettent cependant à leurs convives de rentrer plus tard, à condition de prévenir les maîtres des lieux.

## Prix

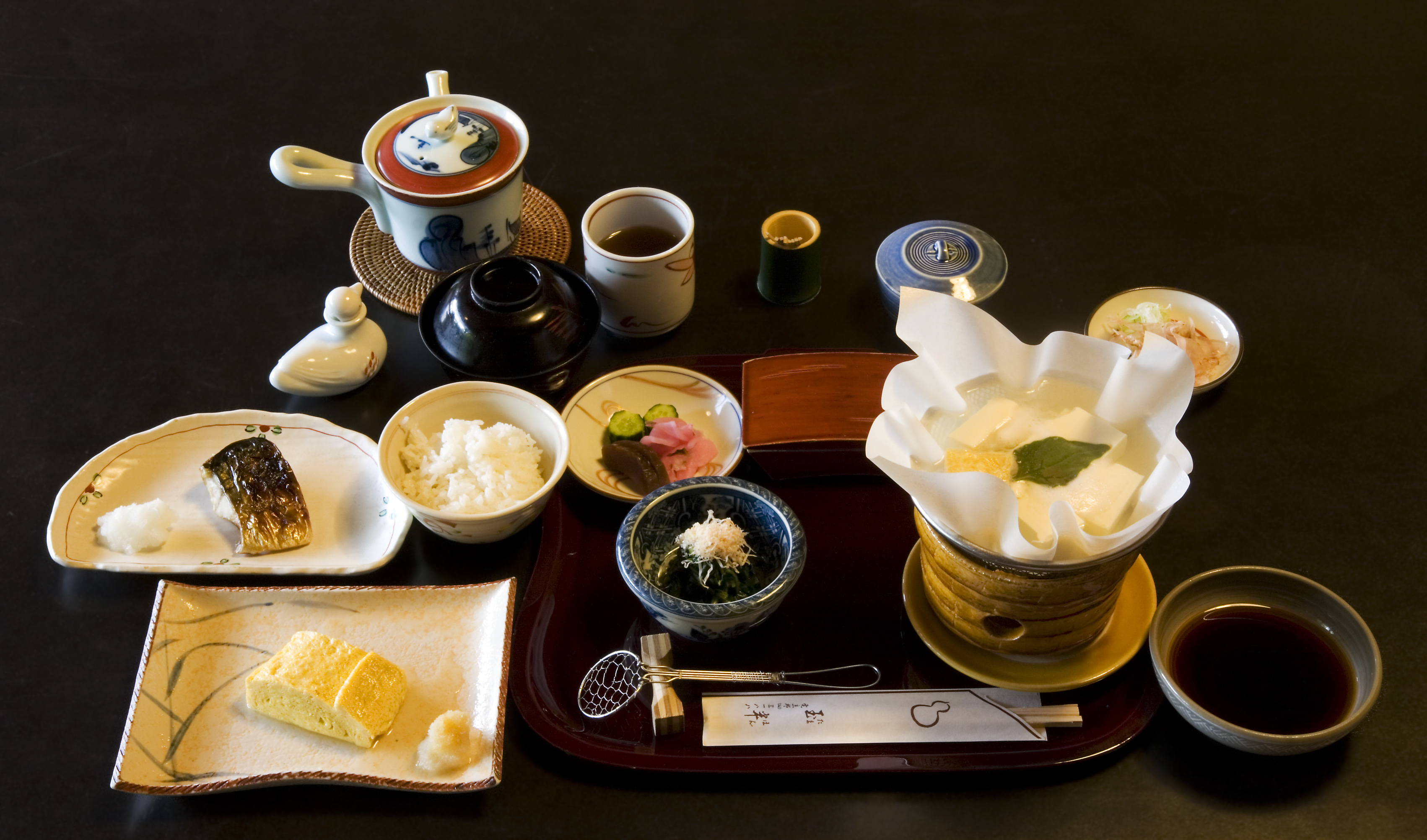
Repas matinal dans un ryokan de Kyōto.

Les ryokan coûtent en général de 12 000 à 20 000 yens par personne (115 à 195 euros) mais peuvent être moins chers, auquel cas ils se distinguent peu des minshuku qui sont des auberges familiales. Le prix comprend les repas du soir et du matin, qui sont constitués, dans les ryokan de catégorie supérieure, de cuisine de type kaiseki.